# Царь скорпионов (серия фильмов)
«Царь скорпионов» (англ. The Scorpion King) — серия фильмов, состоящая из американских приключенческих боевиках и является побочным продуктом серии фильмов-ремейков «Мумия» (1999—2008), созданных Стивеном Соммерсом. Серия фильмов состоит из одного выпущенного театрального фильма, четырех сиквелов для видео и телевидения, а также предстоящей театральной перезагрузки.

## Фильмы
| Фильм                                | Дата выхода в США    | Режиссёр       | Сценарист                                    | История от                        | Продюсер                                               |
| ------------------------------------ | -------------------- | -------------- | -------------------------------------------- | --------------------------------- | ------------------------------------------------------ |
| Царь скорпионов                      | 19 апреля 2002 года  | Чак Рассел     | Дэвид Хейтер, Стивен Соммерс и Уильям Осборн | Джонатан Хейлз и Стивен Соммерс   | Шон Дэниел, Джеймс Джекс, Кевин Мишер и Стивен Соммерс |
| Царь скорпионов 2: Восхождение воина | 19 августа 2008 года | Рассел Малкэхи | Рэндалл МакКормик                            | Рэндалл МакКормик                 | Шон Дэниел и Джеймс Джекс                              |
| Царь скорпионов 3: Книга мёртвых     | 10 января 2012 года  | Роэль Рейне    | Шейн Кун и Брендан Коулз                     | Рэндалл МакКормик                 | Лесли Белзберг                                         |
| Царь скорпионов 4: Утерянный трон    | 6 января 2015 года   | Майк Эллиотт   | Майкл Д. Вайс                                | Майкл Д. Вайс                     | Майк Эллиотт и Огден Гавански                          |
| Царь скорпионов 5: Книга душ         | 23 октября 2018 г.   | Дон Майкл Пол  | Фрэнк ДеДжон и Дэвид Алтон Хеджес            | Фрэнк ДеДжон и Дэвид Алтон Хеджес | Майк Эллиотт                                           |
| Царь скорпионов (перезапуск)         | уточняется           | уточняется     | Джонатан Герман                              | Джонатан Герман                   | Дэни Гарсия, Хирам Гарсия и Дуэйн Джонсон              |

### Будущее
В ноябре 2020 года было объявлено, что в разработке находится перезагрузка серии «Царь скорпионов». Джонатан Герман выступит в качестве сценариста, а сюжет разворачивается в наши дни и включает современную адаптацию Матаюса из Аккада / Царя Скорпионов. Дуэйн Джонсон будет продюсером вместе с Дэни Гарсия и Хирамом Гарсия. Проект будет совместным проектом Universal Pictures и Seven Bucks Productions .

## В ролях
| Персонажи             | Фильмы             | Фильмы                               | Фильмы                           | Фильмы                            | Фильмы                       |  |
| Персонажи             | Царь скорпионов    | Царь скорпионов 2: Восхождение воина | Царь скорпионов 3: Книга мёртвых | Царь скорпионов 4: Утерянный трон | Царь скорпионов 5: Книга душ |  |
| Персонажи             | 2002               | 2008                                 | 2012                             | 2015                              | 2018                         |  |
| --------------------- | ------------------ | ------------------------------------ | -------------------------------- | --------------------------------- | ---------------------------- |  |
| Матаяс из Аккада      | Дуэйн Джонсон      | Майкл Копон Пьер Марэ                | Виктор Вебстер                   | Виктор Вебстер                    | Зак Макгоуэн                 |  |
| Мемнон                | Стивен Брэнд       |                                      |                                  |                                   |                              |  |
| Кассандра Волшебница  | Келли Ху           |                                      | Келли Ху                         |                                   |                              |  |
| Арпид                 | Грант Хеслов       |                                      |                                  |                                   |                              |  |
| Бальтазар             | Майкл Кларк Дункан |                                      |                                  |                                   |                              |  |
| Лейла                 |                    | Карен Дэвид                          |                                  |                                   |                              |  |
| Ари                   |                    | Саймон Куотерман                     |                                  |                                   |                              |  |
| Фунг                  |                    | Том Ву                               |                                  |                                   |                              |  |
| Поллукс               |                    | Андреас Вишневски                    |                                  |                                   |                              |  |
| Саргон/Сархан         |                    | Рэнди Кутюр                          |                                  |                                   |                              |  |
| Олаф                  |                    |                                      | Бостин Кристофер                 |                                   |                              |  |
| Король Рамусан        |                    |                                      | Темуэра Моррисон                 |                                   |                              |  |
| Принцесса Силда/Кобра |                    |                                      | Кристал Ви                       |                                   |                              |  |
| Цукай                 |                    |                                      | Селина Ло                        |                                   |                              |  |
| Агромаэль             |                    |                                      | Дэйв Батиста                     |                                   |                              |  |
| Соррелл Расков        |                    |                                      |                                  | Барри Боствик                     |                              |  |
| Валина                |                    |                                      |                                  | Эллен Холлман                     |                              |  |
| Скиззура              |                    |                                      |                                  | Лу Ферриньо                       |                              |  |
| Король Заккур         |                    |                                      |                                  | Рутгер Хауэр                      |                              |  |
| Дразен                |                    |                                      |                                  | Уилл Кемп                         |                              |  |
| Небсерек              |                    |                                      |                                  |                                   | Питер Менса                  |  |
| Тала                  |                    |                                      |                                  |                                   | Перл Туси                    |  |
| Кенса                 |                    |                                      |                                  |                                   | Мэйлинг Нг                   |  |
| Урук                  |                    |                                      |                                  |                                   | Питер Чарльз                 |  |

## Съёмочная группа
| Съёмочная группа          | Фильм                               | Фильм                                | Фильм                                | Фильм                                | Фильм                                |
| Съёмочная группа          | Царь скорпионов                     | Царь скорпионов 2: Восхождение воина | Царь скорпионов 3: Книга мёртвых     | Царь скорпионов 4: Утерянный трон    | Царь скорпионов 5: Книга душ         |
| Съёмочная группа          | 2002                                | 2008                                 | 2012                                 | 2015                                 | 2018                                 |
| ------------------------- | ----------------------------------- | ------------------------------------ | ------------------------------------ | ------------------------------------ | ------------------------------------ |
| Композитор                | Джон Дебни                          | Клаус Бадельт                        | Тревор Моррис                        | Джефф Занелли                        | Фредерик Видманн                     |
| Оператор                  | Джон Р. Леонетти                    | Глинн Спикарт                        | Роэль Рейне                          | Тревор Майкл Браун                   | Хайн де Вос                          |
| Редактор(ы)               | Грег Парсонс и Майкл Троник         | Джон Гилберт                         | Раду Ион и Мэтью Фридман             | Джефф МакЭвой и Брайан Скотт Стил    | Ваник Морадян                        |
| Производственные студии   | Alphaville Films, WWF Entertainment |                                      | Universal 1440 Entertainment         | Universal 1440 Entertainment         | Universal 1440 Entertainment         |
| Дистрибьюторские компании | Universal Pictures                  | Universal Studios Home Entertainment | Universal Studios Home Entertainment | Universal Studios Home Entertainment | Universal Studios Home Entertainment |
| Продолжительность         | 92 минуты                           | 109 минут                            | 105 минут                            | 105 минут                            | 102 минуты                           |

## Видеоигры
Были выпущены две адаптации видеоигр:
- The Scorpion King: Sword of Osiris (2002; Game Boy Advance)
- The Scorpion King: Rise of the Akkadian (2002; Nintendo GameCube и PlayStation 2)

## Приём

### Кассовые сборы
| Фильм                                | Сборы       | Сборы         | Сборы        | Бюджет    | Источники   |
| Фильм                                | США         | Другие страны | Весь мир     | Бюджет    | Источники   |
| ------------------------------------ | ----------- | ------------- | ------------ | --------- | ----------- |
| Царь скорпионов                      | $91 047 077 | $87 752 231   | $178 799 308 | $60 млн   | [ 3 ] [ 4 ] |
| Царь скорпионов 2: Восхождение воина |             |               | $12 112 338  | $7.5 млн  | [ 5 ] [ 6 ] |
| Царь скорпионов 3: Книга мёртвых     |             |               | $4 330 755   | $6 млн    | [ 7 ]       |
| Царь скорпионов 4: Утерянный трон    |             |               |              | $10 млн   |             |
| Царь скорпионов 5: Книга душ         |             |               | $9 300 000   | $12 млн   | [ 8 ] [ 9 ] |
| Всего                                | $91 047 077 | $87 752 231   | $204 542 401 | $95,5 млн | —           |

### Отзывы
| Фильм                                | Rotten Tomatoes     | Metacritic      | IMDb   | КиноПоиск |
| ------------------------------------ | ------------------- | --------------- | ------ | --------- |
| Царь скорпионов                      | 41 % (137 рецензий) | 45 (30 обзоров) | 5.5/10 | 6.6/10    |
| Царь скорпионов 2: Восхождение воина | 0 % (3 рецензии)    | -               | 3.8/10 | 4.4/10    |
| Царь скорпионов 3: Книга мёртвых     | 50 % (4 рецензии)   | -               | 3.7/10 | 4.1/10    |
| Царь скорпионов 4: Утерянный трон    | 0 % (1 рецензия)    | -               | 4.1/10 | 3.9/10    |
| Царь скорпионов 5: Книга душ         | 75 % (от зрителей)  | -               | 4.6/10 | 4.8/10    |